# Lachenmeyer
Lachenmeyer GmbH & Co. KG Schweißwerk für Glocken und Stahlbau ist ein in Nördlingen ansässiges Unternehmen, das seit 1924 Reparaturen an Glocken durchführt. Es handelt sich um den einzigen deutschen Betrieb, der sich ausschließlich auf Glockenschweißen spezialisiert hat. Da geeignete Mitarbeiter fehlen, arbeitet der Inhaber Thomas Lachenmeyer seit 2020 alleine.
2005 wurde dem Unternehmen ein Porträt in der Doku-Fernsehreihe Der Letzte seines Standes? gewidmet.

## Geschichte
1924 sprang die aus dem 14. Jahrhundert stammende Elfuhrglocke der Kirche in Auhausen. Der Pfarrer Tobias Wagner erkundigte sich aufgrund des hohen historischen Wertes dieser Glocke beim 26-jährigen Hans Lachenmeyer, ob er den 45 cm langen Riss schweißen könnte. Die Reparatur gelang, die Glocke (Gewicht 440 kg, Durchmesser ca. 870 mm) erhielt ihren alten, vollen Klang zurück. Lachenmeyer betrieb eine Schmiede in Nördlingen in dritter Generation, führte Reparaturschweißungen an Graugussteilen durch und hatte sich darin einen guten Ruf erworben. Ihm folgte sein gleichnamiger Sohn. Heute wird das Unternehmen von Thomas Lachenmeyer, dem Enkel des Gründers, geführt.
2019 kamen Gerüchte auf, dass der Betrieb bis zum Jahresende geschlossen werden soll. Der Inhaber Thomas Lachenmeyer gab jedoch an, dass es sich dabei um ein Missverständnis handle. Er wolle den Betrieb mangels geeigneter Fachkräfte alleine weiterführen und auf die Reparatur ganz großer Glocken verzichten. Seither werden in Nördlingen nur noch Aufträge angenommen, die der Inhaber alleine bewältigen kann.

## Arbeitsweise
Zur Beseitigung eines Risses wird dieser zunächst aufgeweitet. Hinter dem aufgeweiteten Riss wird anschließend ein der Glockenform angepasstes Eisenblech angebracht, um ein Ablaufen des Schweißmaterials zu verhindern. Anschließend wird die Glocke, je nach ihrer Größe, mehrere Tage in einem Ofen auf Arbeitstemperatur aufgewärmt. Ist die Arbeitstemperatur erreicht, wird der Riss über eine Luke im Ofen durch Gasschmelzschweißen verschlossen. Der Schweißstab muss aus derselben Legierung wie die Glocke bestehen, um den Ton nicht zu verfälschen. Die Schrauben, die das Eisenblech halten, werden beim Schweißen mithilfe einer sauerstoffreichen Flamme entfernt. Schließlich muss die Glocke noch langsamer, als sie erhitzt wurde, wieder abkühlen.
Nicht immer gelingt solch eine Reparatur: Die 1943 durch einen Absturz vorgeschädigte und 1961 beim Läuten gesprungene, größte Glocke (3,8 t Gewicht) von 1608 der Stephanskirche Lindau riss nach jeder der drei bei Lachenmeyer vorgenommenen Schweißungen erneut und wurde, nachdem sie 1992 zum vierten Mal sprang, durch einen Neuguss ersetzt.

## Glocken (Auswahl)
- 1924: Elfuhrglocke für die Kirche in Auhausen[9][10]
- 1926: Arnoldusglocke aus St. Vitus in Gilching
- 1956: Petersglocke im Kölner Dom
- 1968 und 1990: Hosanna Basilika St. Martin in Weingarten
- 1985 und 2004: Gloriosa im Erfurter Dom[11][12]
- 1987: Gloriosa und Bartholomäus im Kaiserdom St. Bartholomäus Frankfurt am Main
- 2001: Freiheitsglocke im Rathaus Schöneberg[13]
- 2007: Beide Glocken der St. Nicolai (Wiedensahl)
- Apostelglocke und Osanna in St. Georg in Nördlingen
- 2018: Jubiläumsglocke und Zwölferin St. Peter (München)
- 2019: Dominica Magdeburger Dom
- 2024: Große Glocke St. Wolfgang in Matting[14]